# Phao Siyanon

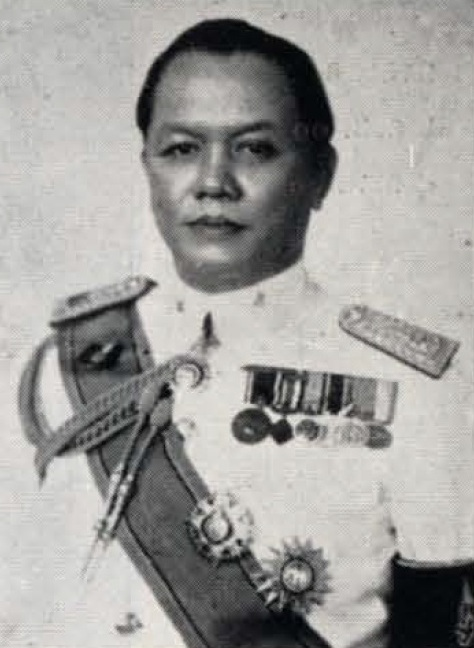
Phao Siyanon

Phao Siyanon (Thai: เผ่า ศรียานนท์, Aussprache: [pʰàw sǐːjaːnon]; * 1. März 1910 in Phitsanulok, Thailand; † 21. November 1960 in Genf) war ein thailändischer Heeres- und Polizeioffizier sowie Politiker. Von 1951 bis 1957 war er Generaldirektor der thailändischen Polizei.

## Leben und Karriere
Phao wurde in Phitsanulok geboren und war der Sohn eines Heeresoffiziers. Er war der Schwiegersohn von Feldmarschall Phin Choonhavan und während des Zweiten Weltkriegs dessen Stellvertreter als Kommandant der Armee im Shan-Staat. Nach dem Krieg wechselte er in der Polizeiführung. 1947 nahm er an dem von Phin geführten Putsch teil. 1951 wurde er Generaldirektor der thailändischen Polizei. Anschließend beherrschte er das Land zusammen mit Ministerpräsident Phibunsongkhram und dem Oberkommandierenden des Heeres Sarit Thanarat in einer Art Triumvirat. Phao arbeitete eng mit dem US-amerikanischen Geheimdienst CIA zusammen, der ihn beim Aufbau der Grenzschutzpolizei als antikommunistischer Sondereinheit unterstützte. Gleichzeitig ermöglichte er die Drogen-gegen-Waffen-Geschäfte zwischen CIA und der im birmanischen Shan-Staat operierenden Kuomintang unter Führung von General Li Mi, die im Chinesischen Bürgerkrieg gegen die kommunistische Regierung der Volksrepublik China kämpfte. Dabei kontrollierte er auch den Opium-Handel in Thailand. Er vergrößerte die Stärke der Polizei bis 1954 auf 43.000 Mann., wurde Chef der National Intelligence Agency und gründete den Geheimbund der „Diamantring-Ritter“, die er zur Tötung von politischen Gegnern einsetzte. Nachdem sein innermilitärischer Rivale Feldmarschall Sarit Thanarat 1957 putschte, floh Phao in die Schweiz.